# 河合尚市
河合尚市 （かわい しょういち、1954年（昭和29年）10月4日 - ）は日本の指揮者。尚美学園大学名誉教授。

## 人物・来歴
静岡県浜松市生まれ。静岡県立浜松北高等学校を経て東京藝術大学を卒業。
ピアノを有賀喜見子、太田みち子、打楽器を有賀誠門、高橋美智子、邦楽打楽器を堅田啓輝、長唄三味線を杉浦弘和、和声法・対位法・管弦楽法を細矢禊、指揮を遠藤雅古、村方千之、山田一雄の各氏に師事。

## 共演した芸術団体
藤原歌劇団、劇団四季（ミュージカル『オペラ座の怪人』日本初演を含む161公演、同『ウエストサイド物語』70公演）、東京混声合唱団、札幌交響楽団、仙台フィルハーモニー管弦楽団、群馬交響楽団、千葉交響楽団、東京交響楽団、東京フィルハーモニー交響楽団、東京シティ・フィルハーモニック管弦楽団、パシフィックフィルハーモニア東京、神奈川フィルハーモニー管弦楽団、オーケストラ・アンサンブル金沢、名古屋フィルハーモニー交響楽団、セントラル愛知交響楽団、中部フィルハーモニー交響楽団、愛知室内オーケストラ、日本センチュリー交響楽団、大阪交響楽団、関西フィルハーモニー管弦楽団、岡山フィルハーモニック管弦楽団、広島交響楽団、九州交響楽団、東京吹奏楽団、新ヴィヴァルディ合奏団、日本音楽集団、アロージャズオーケストラ、宮間利之ニューハード、ザ・ブルーコーツオーケストラ、日本バレエ協会、松山バレエ団、谷桃子バレエ団、他

## 主な公演
- 1988年4月29日〜9月20日、ニッセイ・ワールド・ミュージカル 劇団四季創立35周年記念公演『オペラ座の怪人』（日本初演）
- 1989年4月20日〜7月21日、ニッセイ・ワールド・ミュージカル 劇団四季創立35周年記念公演『オペラ座の怪人』（再演）
- 1995年ザルツブルク／1998年ブダペスト、「国際親善協会ジャパン・ウィーク」合唱フェスティバル音楽監督
- 2001年、「浜松市市制90周年記念公演」音楽監督
- 2013年、冨田勲『イーハトーヴ交響曲』の再演ツアーにあたり、冨田氏の推薦により指揮を担当し日本各地で大成功を収めた（東京公演は日本コロムビアよりブルーレイディスクが発売）。
- 2015年5月20日、冨田勲『イーハトーヴ交響曲』北京公演において、当地のオーケストラを指揮し日中友好の一翼を担った。
- 2017年2月12日、「川越市合唱連盟35周年記念演奏会」音楽監督
- 2019年9月6日、《冨田勲という宇宙》〜80人のオーケストラ、100人のコーラスによる演奏とサラウンド音響による超立体音楽会〜（於：埼玉県ウェスタ川越大ホール）
- 1995年3月〜2022年5月、松山バレエ団のオーケストラ付き全公演を指揮
- 2022年9月〜2023年1月、ミュージカル＆映画音楽《ドリーム・キャラバン》全8公演を指揮
- 2023年11月〜2024年1月、ミュージカル＆映画音楽《ドリーム・キャラバン 2023》全6公演を指揮

## 教育分野
- 1994年4月〜2010年3月、ジュニアオーケストラ浜松音楽監督
- 2005年10月〜2015年3月、尚美学園大学芸術情報学部音楽表現学科、および同大学院芸術情報研究科音楽表現専攻准教授
- 2015年4月〜2020年3月、尚美学園大学芸術情報学部音楽表現学科、および同大学院芸術情報研究科音楽表現専攻教授
- 2020年11月〜、尚美学園大学名誉教授

## 創作分野
- 1978年、早稲田大学校歌（早稲田大学応援部からの委嘱により吹奏楽版編曲）
- 1996年、浜松市市制85周年記念ミュージカル『五月生まれ』（脚本、作詞、作曲、音楽監督、指揮）
- 2003年、学校法人仁敬学園カトレア幼稚園 第二園歌『かがやくあさひのように』（作曲）
- 2005年、埼玉県立戸田翔陽高等学校校歌（作詞・作曲）
- 2017年、管弦楽のための組曲［G.ホルスト作曲：吹奏楽のための2つの組曲より］（編曲）

## 受賞歴
- 1998年、「第4回浜松ゆかりの芸術家顕彰」受賞[1]

## リリース作品
- 熊川哲也 Kバレエカンパニー『Rhapsody』（DVD、2005年、TBS）
- 冨田勲『イーハトーヴ交響曲』（ブルーレイディスク、2014年、日本コロムビア）[2]